# Col du Chasseral
Il  Col du Chasseral è un passo di montagna nel Massiccio del Giura, Svizzera. Collega la località di Saint-Imier con quella di Nods comuni del Canton Berna. Scollina a un'altitudine di 1 502 m s.l.m. Il passo prende il nome dalla montagna che svetta a poca distanza dal passo a una altezza di 1 607 m s.l.m.